# Guro Sandsdalens litteraturpris
Guro Sandsdalens litteraturpris var ett norskt litterärt pris som delades ut 2003–10 till en norsk barn- och ungdomsboksförfattare som skriver på nynorska. Priset, som administrerades av Det Norske Samlaget, instiftades 2002 till minne av författaren Guro Sandsdalen (1916–2000).

## Pristagare
- 2003 – Ragnfrid Trohaug
- 2004 – Lars Mæhle
- 2005 – Arnfinn Kolerud
- 2006 – Hilde K. Kvalvaag
- 2007 – Ingelin Røssland
- 2008 – Laura Djupvik
- 2009 – Utdelades inte
- 2010 – Eivor Vindenes och Maria Parr